# Vincent Bueno
Vincent Bueno (n. 10 decembrie 1985, Viena, Austria). Numele lui adevărat fiind Vincent Bueno Eyre. El a copilărit la țară, iar apoi s-a mutat în Viena deoarece a descoperit muzica. A început să cânte pe scenele mari la vârsta de 7 ani. În 2020 a participat la concursul Eurovision reprezentând Austria. În prezent are 20 de ani și e foarte matur pentru această vârstă, de asemenea are o voce bună și chiar are șanse la Eurovision 2020.
A debutat în muzică în 2018 lansând melodia „Prison” care a avut un mare succes.